# Iglesia de San Miguel de Foces
El templo de San Miguel de Foz, también llamado de Santa María de Foz, fue construido a mediados del siglo XIII a instancias de Jimeno de Foces (en ocasiones denominado Ximeno o Eximeno o Eximino de Foces, personaje destacado de la corte de Jaime I el Conquistador, con el fin de que sirviera de mausoleo familiar. 
La calidad de la construcción y de las pinturas que alberga da muestra de los abundantes recursos económicos que a este fin destinó el promotor, lo cual explica la rapidez con la que se edificó y su homogeneidad estilística.
Se llega a él por un camino rural de dos kilómetros que sale de Ibieca y que está señalizado. 
Fue declarado Monumento Nacional el 23 de marzo de 1916. Tanto el templo como sus pinturas murales se restauraron en 2004. 

## Arquitectura
Existe documentación de 1180 que da cuenta de la existencia en este lugar de una iglesia que desapareció cuando se construyó la actual, la cual se inició en 1249 y estaba terminada en 1259. 
Se edificó en una aldea emplazada en el camino real que unía Alquézar con Huesca y que se despobló en la Baja Edad Media. 
Concluidas las obras, Jimeno de Foces donó el templo funerario a la Orden de San Juan de Jerusalén, junto con la población circundante, el castillo próximo y otras localidades, con la condición de que los monjes se encargaran del culto
La iglesia está construida con piedra sillar y tiene planta de cruz latina. Consta de una nave que, en su inicio, a partir del muro oeste, tiene dos tramos cubiertos por bóvedas románicas apuntadas, reforzadas por sendos arcos fajones que se apoyan en ménsulas. 
El crucero es gótico, de tal manera que en la bóveda se distingue con claridad el paso del románico al gótico. La nave central es más ancha que las laterales y las tres están cubiertas por bóvedas de crucería, de cuatro plementos, que se cierran sobre claves labradas, entre las que destaca por su preciosismo geométrico la del presbiterio. 
La cabecera se cierra con tres ábsides poligonales. Los dos laterales cuentan con dos ventanales góticos, mientras que el central, de mayores dimensiones, tiene tres ventanales de los cuales el central es geminado y está rematado por un óculo. En el exterior los ábsides están reforzados por contrafuertes.
La portada se encuentra en el muro sur. De estilo románico, está flanqueada por cuatro pares de columnas adosadas que rematan en capiteles con motivos vegetales y geométricos de buena labra, al igual que las ménsulas de las jambas. Se cierra con cuatro arquivoltas de medio punto adornadas sucesivamente con dientes de sierra, puntas de diamante y arcos de herradura. El tímpano es liso y como única decoración muestra una cenefa de palmetas que lo rodea, si bien es probable que en su día estuviera decorado con pintura.
es probable que en su día estuviera decorado con pintura, y como única decoración muestra una cenefa de palmetas que lo rodea. 
Se relaciona estilísticamente con la puerta de la Almoina, también llamada del Palau, de la catedral de Valencia, ciudad en la que Jimeno de Foces, el promotor de este templo, ejerció su autoridad por delegación de Jaime I el Conquistador.
Una puerta más sencilla se encuentra en el muro oeste. En ella se ha dispuesto una pequeña ventana metálica que permite ver el interior del templo. En el ángulo izquierdo del espectador se levantaba la torre, hoy desaparecida, de la que se conserva la escalera de caracol que parte de los pies de la nave.
En exterior del muro sur está grabado de manera rudimentaria un reloj de sol en el que están señaladas con sus iniciales, en sentido contrario a las agujas de un reloj, las horas de la jornada monacal: “P” (Prima), “T” (Tertia), “M” (Meridies, mediodía), “N” (Nona) y “V” (Vispera). Encima se ha grabado el escudo de la Orden de San Juan de Jerusalén, titular del templo; finalmente, en su entorno se ven las marcas de los canteros que construyeron el edificio.

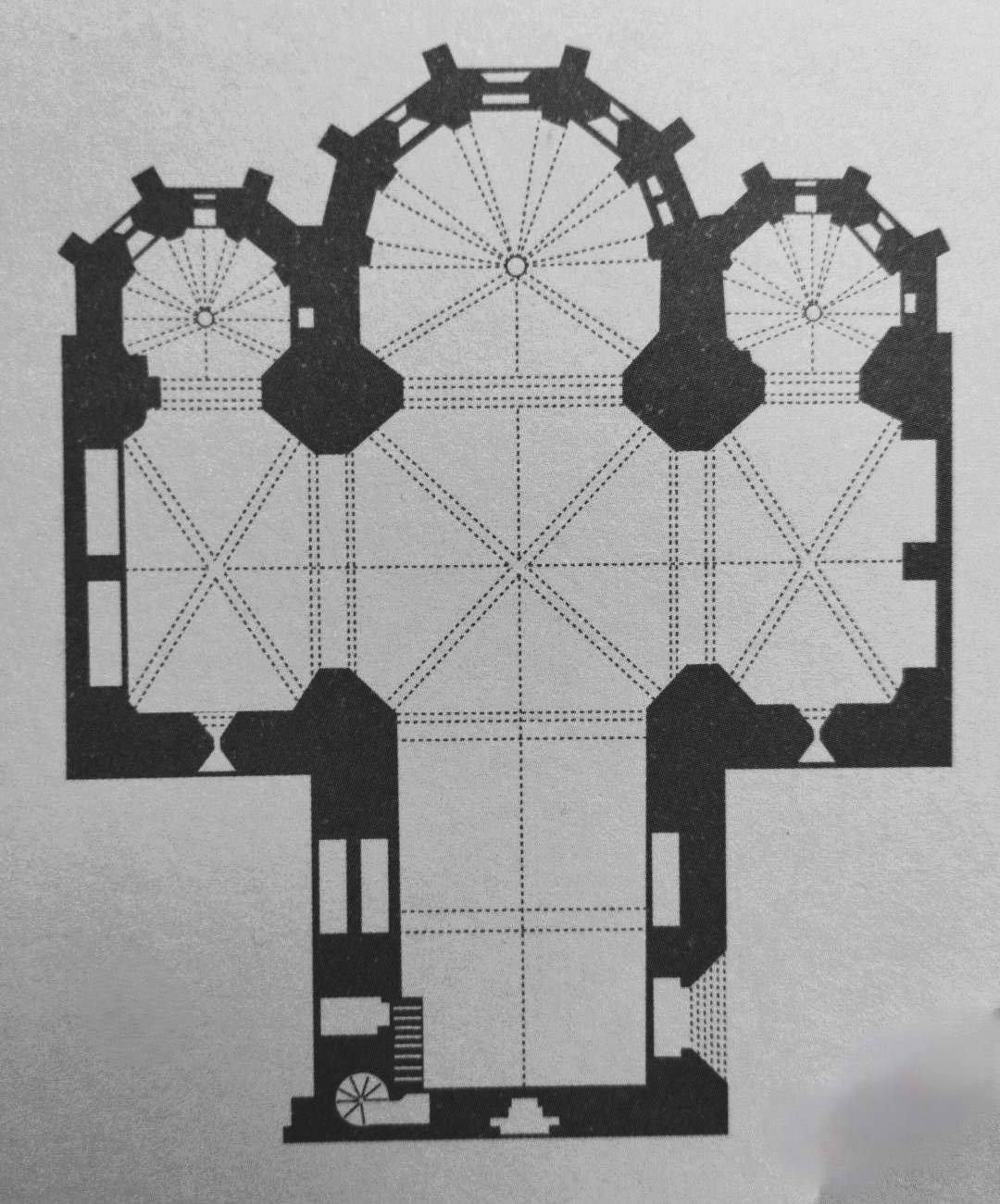
Planta de la iglesia de San Miguel de Foces (Diputación de Huesca)

## Pintura
Se conservan pinturas, que pertenecen al gótico lineal, en los dos muros laterales del crucero. Se realizaron a principios del siglo XIV por encargo de Jimeno de Foces, nieto del promotor de la iglesia, cuyo nombre repetía, e hijo de Atho de Foces
El autor, el "Maestro de Foces", utilizó una técnica mixta, con comienzo al fresco y terminación a seco con los colores disueltos en aceites, que confirieron gran intensidad a las pinturas.
Las pinturas del lado norte se atribuyen a una escuela de Aviñón, debido a las marcas de la técnica de sanguina, y las del sur a la escuela castellano-leonesa. 

### Muro norte
En el muro norte, en el lado del Evangelio y por tanto el de mayor importancia, en sendos arcosolios góticos se encuentran los sepulcros atribuidos a Jimeno de Foces, el promotor del templo, y a su esposa, cuyos escudos se repiten en el exterior de los respectivos arcos. 
Las pinturas de este muro están deterioradas por la humedad; a pesar de ello, en el arcosolio que cobija el considerado sepulcro de Jimeno de Foces (fallecido en torno a 1261) se atisba un Pantocrátor y los tetramorfos; y en el que se considera el sepulcro de su esposa, Sancha Vallés, se adivinan dos santos santos sobre los que están representados el Sol y la Luna. Las pinturas del muro, aunque han perdido la policromía, permiten identificar los temas que desarrollan, todos ellos referidos a la vida de Jesús, como la Anunciación, la Visitación de María a su prima santa Isabel, la Natividad, el Anuncio a los pastores, los Reyes Magos ante Herodes, la Matanza de los inocentes y la Huida a Egipto.

### Muro sur
En frente, en el muro sur del crucero, se encuentran en sus respectivos arcosolios los sepulcros de Atho de Foces, heredero de Jimeno, y de Sancha de Antillón, su  esposa, cuyos escudos también se repiten en los arcos.
En esta ocasión las pinturas están excepcionalmente conservadas, tanto el dibujo como los colores. En el espacio del sepulcro de Atho se reproduce al Crucificado flanqueado por María y San Juan y la cartela situada debajo da noticia de la fecha del fallecimiento de Atho (1302). En la parte inferior, el alma del difunto, con aspecto de un niño, es transportada por dos ángeles. En el muro correspondiente al arcosolio de su esposa, nuevamente se repite la figura del Crucificado, aunque ahora está rodeado de los apóstoles, cuyos nombres figuran en sus respectivos nimbos.
En el lienzo superior se reproducen escenas de la vida de san Juan Bautista, en referencia a la Orden de San Juan de Jerusalén, a la que Jimeno de Foz había encomendado el templo. Se distinguen, por ejemplo, los episodios del anuncio a Isabel de su embarazo, así como a Zacarías, su padre; el banquete de Herodes Antipas, la petición de la cabeza de Juan por parte de Salomé, el entierro del santo y un milagro suscitado por su cadáver. En el extremo derecho figura un personaje que escribe sobre un atril al que acompañan tres individuos. 

## Galería de imágenes

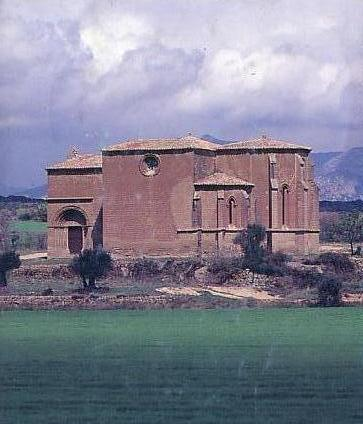
Vista desde el sur
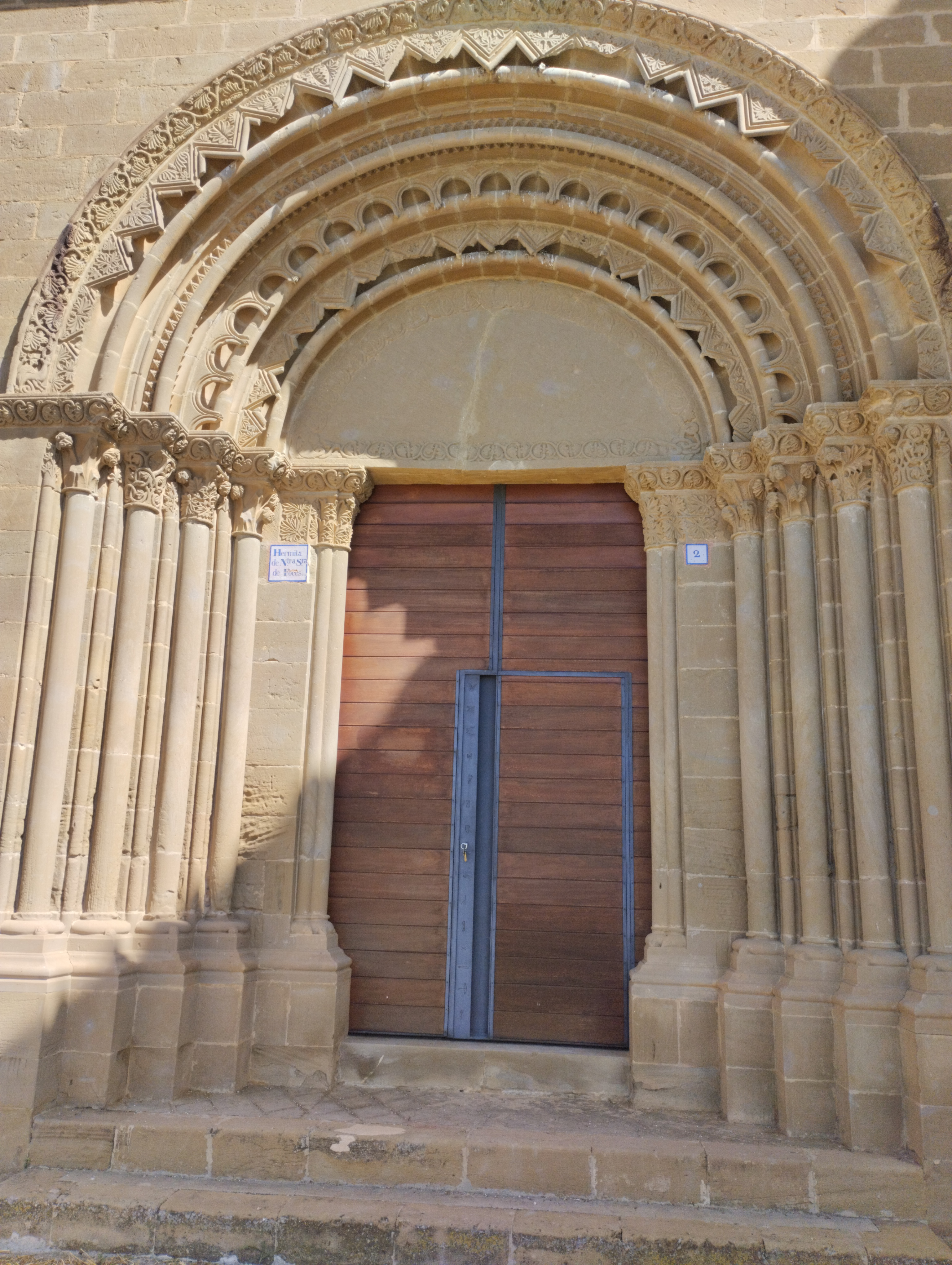
Portada románica (Siglo XIII)
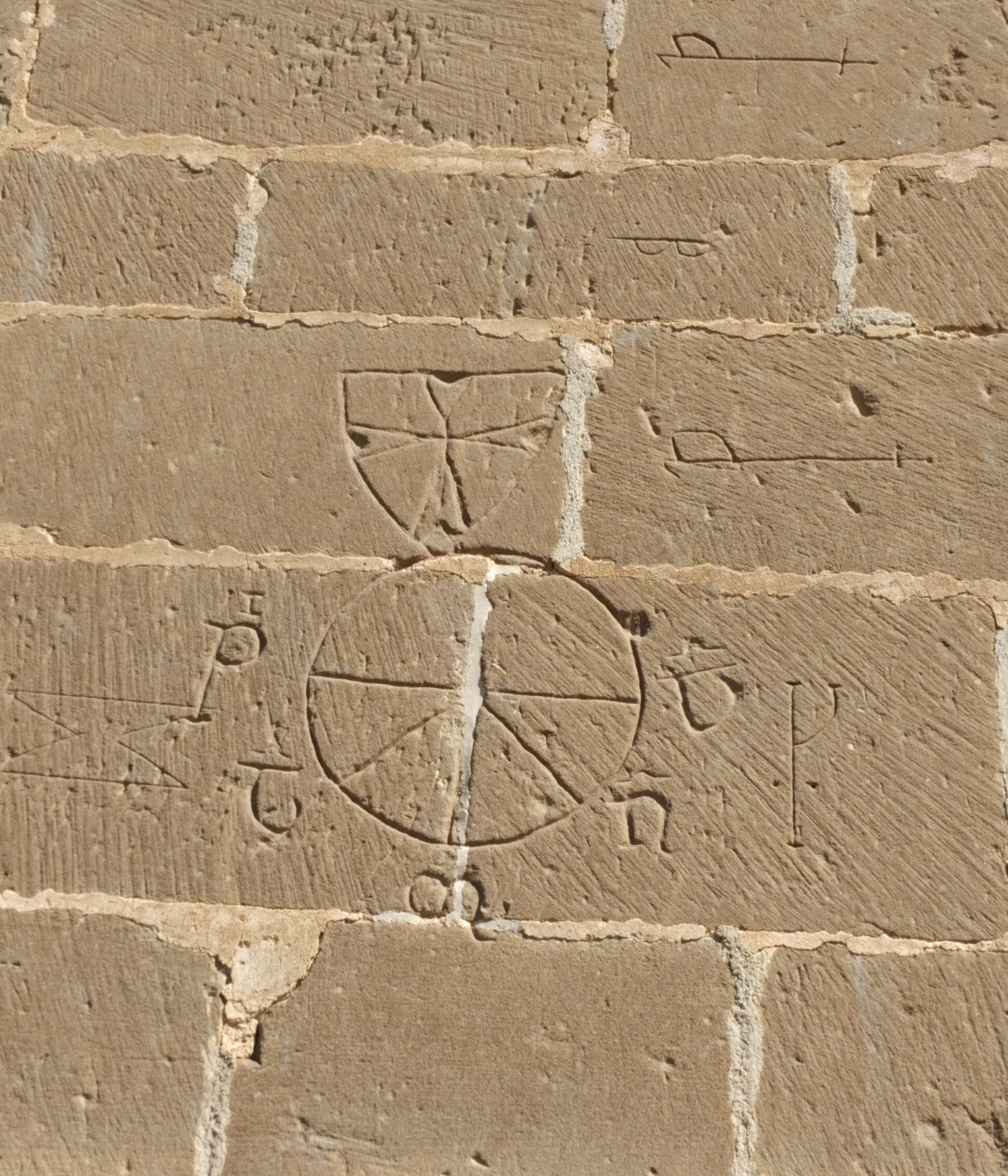
Reloj de sol, escudo de la Orden de Jerusalén y marcas de canteros
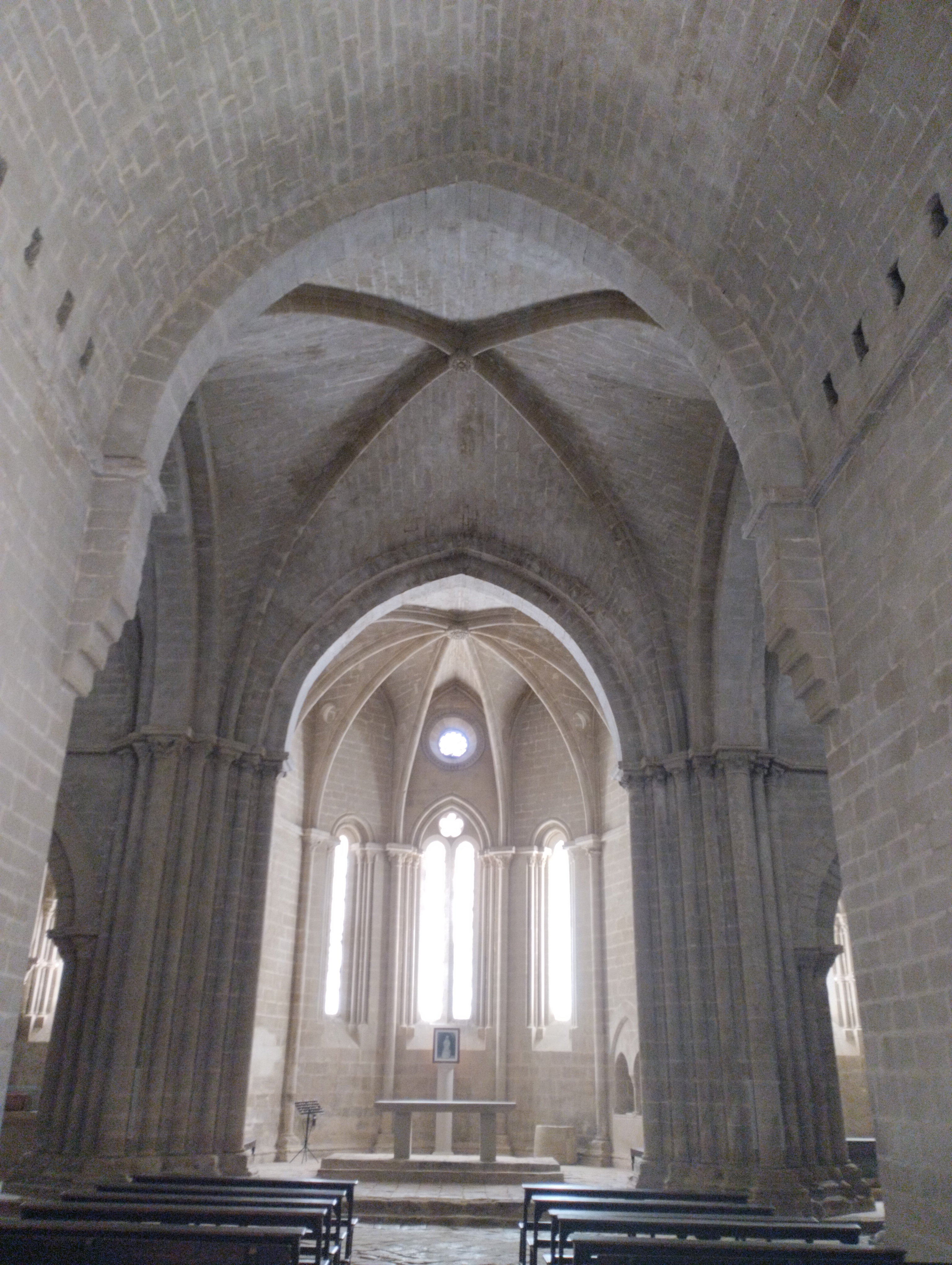
Bóvedas románica (en primer lugar) y góticas
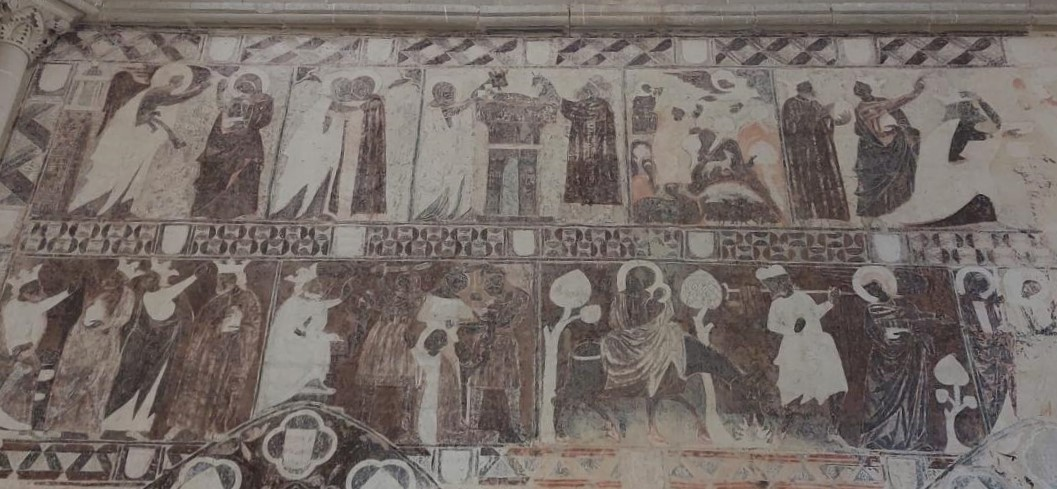
Pinturas del hastial norte
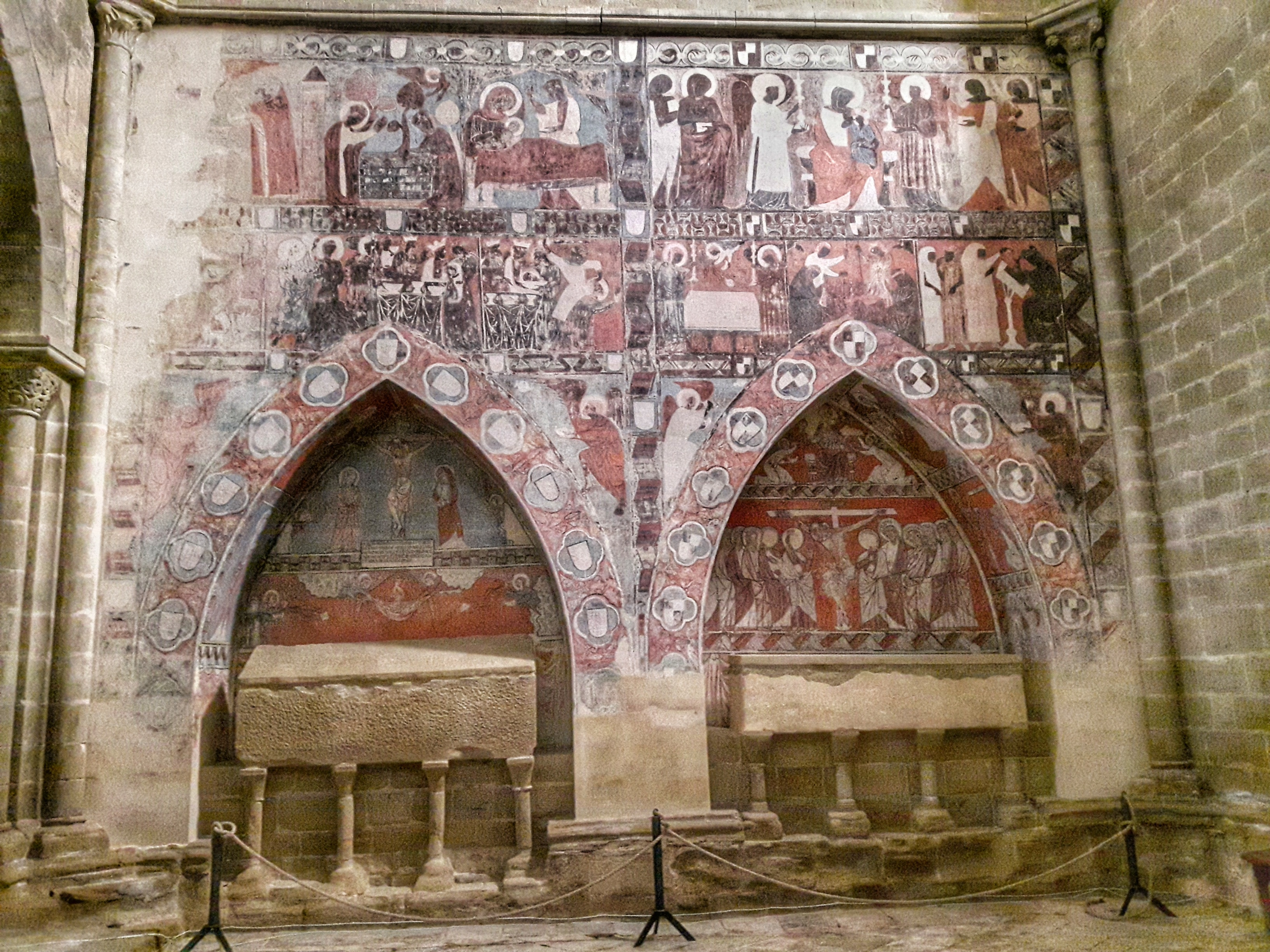
Pinturas del hastial sur
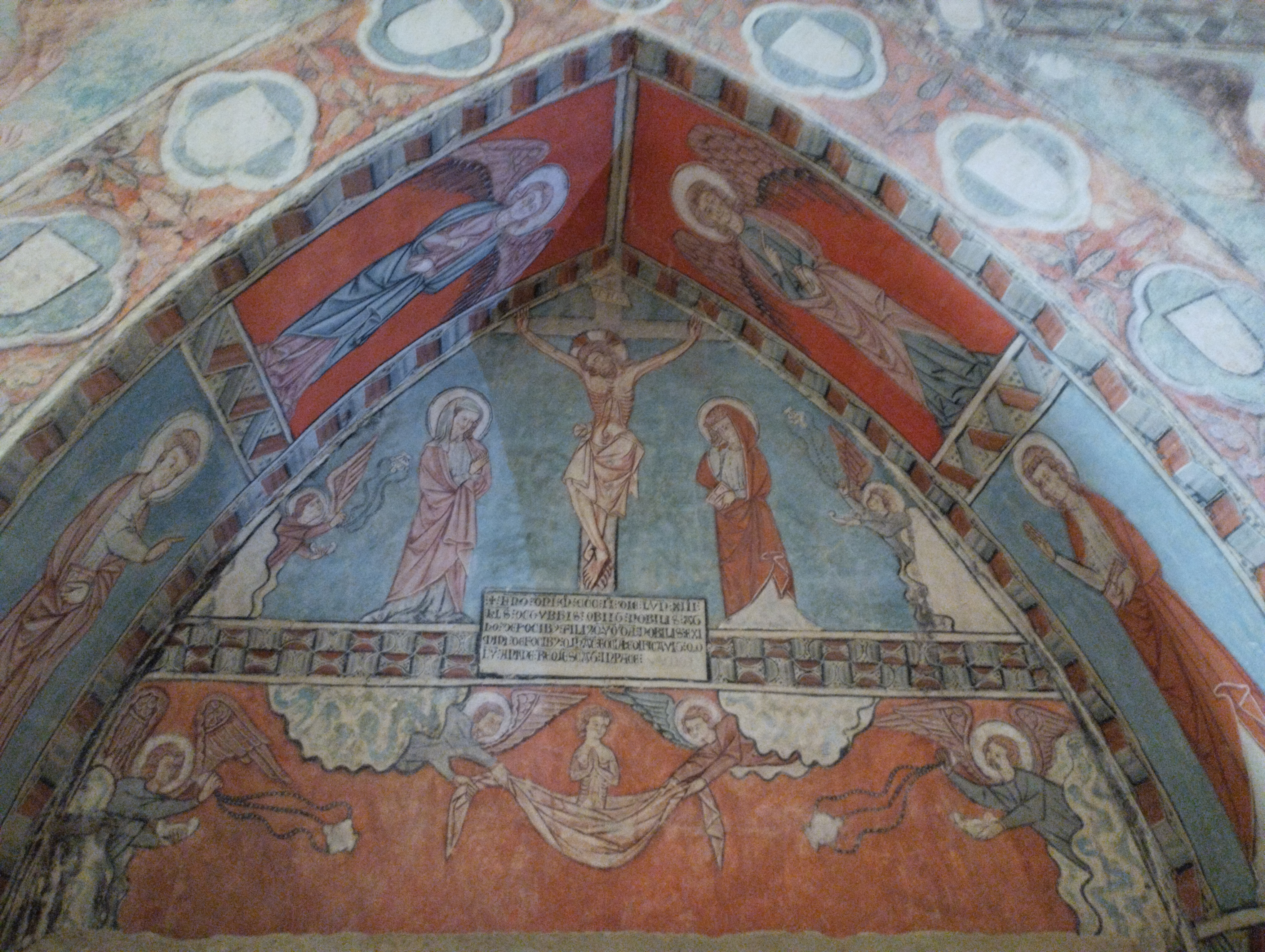
Pinturas del arcosolio de Atho
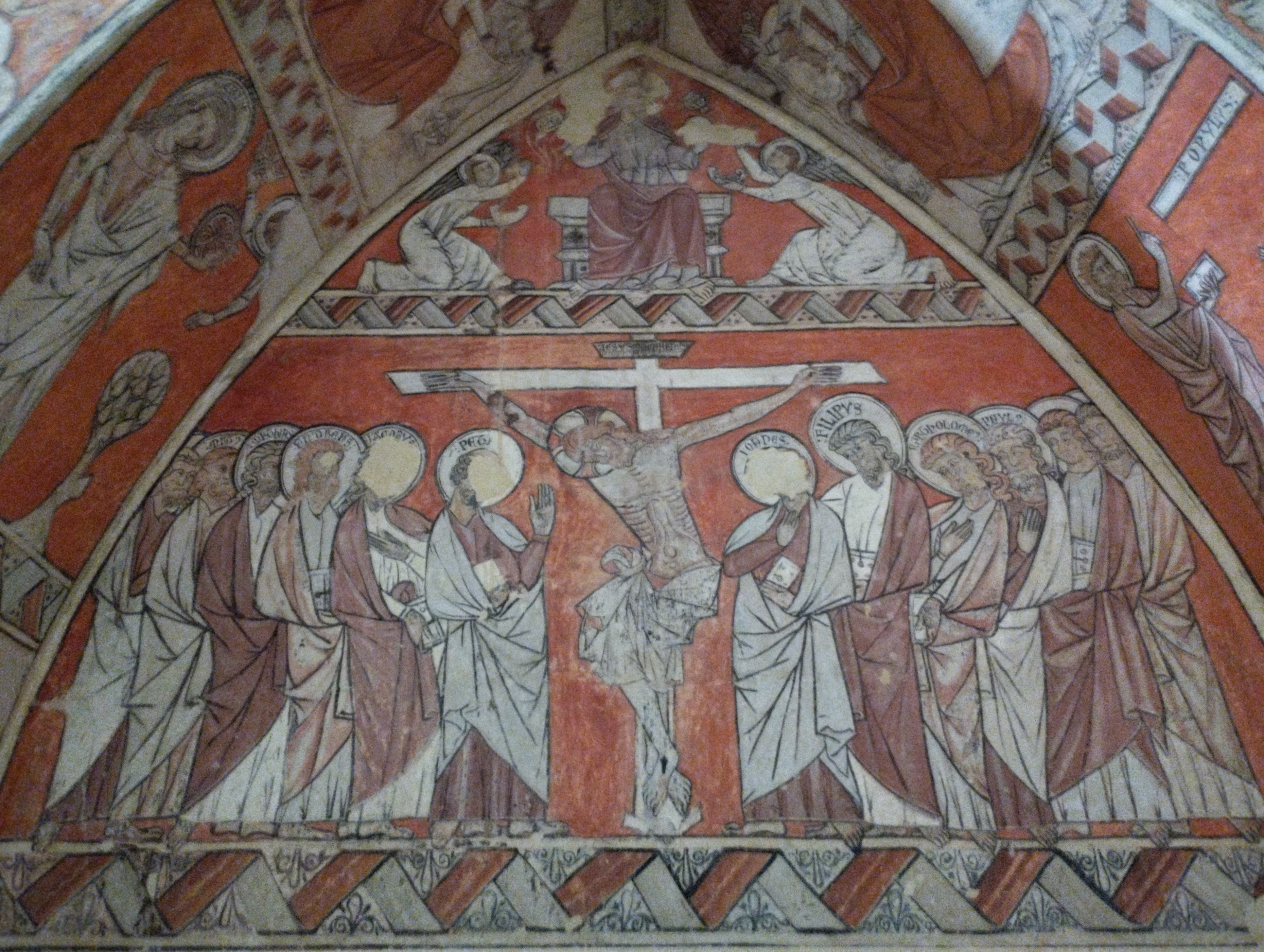
Pinturas del arcosolio de la esposa de Atho